# Band Baaja Baaraat
Band Baaja Baaraat (en inglés: Band Instruments Wedding-procession, en español: Instrumentos de banda Procesión nupcial), también conocida abreviada como BBB es una película de 2010 que marca el debut de Maneesh Sharma como director y es protagonizada por Anushka Sharma y Ranveer Singh en los papeles principales. Producida y distribuida por Yash Raj Films, la película es sobre el mundo alrededor de la planeación de bodas. Fue lanzada en todo el mundo el 10 de diciembre de 2010.

## Trama
Bittoo Sharma (Ranveer Singh) es inteligente y amante de la diversión. Se cuela en una boda por la comida gratis, y Shruti Kakkar (Anushka Sharma) una chica inteligente y peculiar que está ayudando al coordinador de la boda, se enfrenta a él. Bittoo finge que él es parte del equipo de la película y hace un video de la actuación de Shruti cuando la ve bailando en la boda. Al día siguiente, trata de impresionar a Shruti con un DVD compiló de su baile en la boda. Shruti no está interesado en coqueteo, y revela que su principal interés está comenzando su propio negocio planificador de la boda.
Bittoo está bajo presión de sus padres para volver a la aldea y trabajar en los campos de caña de azúcar de la familia, y Shruti se convenció a casarse tan pronto como sea posible. Después de realizar los exámenes, Shruti hace un trato con sus padres que ella tiene cinco años para conseguir su negocio en marcha antes de que organizar un matrimonio para ella. Cuando el padre de Bittoo trata de llevarlo de regreso a su aldea, Bittoo encuentra que no puede regresar porque está empezando un negocio planificador de la boda. Él va a Shruti con esta idea, pero ella se niega porque está preocupado de que una complicación romántica subirá entre los dos de ellos. Ella le dice a Bittoo que el imperio de la empresa número es no dejar que el amor se interponga en el camino.

## Elenco
- Anushka Sharma como Shruti Kakkar.
- Ranveer Singh como Bittoo Sharma.
- Manu Rishi como Inspector.
- Puru Chibber como mejor amigo de Bittoo.
- Revant Shergill como Santy.
- Manmeet Singh como Rajinder Singh.
- Neeraj Sood como Maqsood.
- Vinod Verma como padre de Shruti.
- Nirupama Chopra como madre de Shruti.
- Pushvinder Rathore como hermana de Shruti.
- Shena Gamat como Chanda Narang.
- Govind Pandey como padre de Bittoo.